# Annabelle Wallis
Annabelle Frances Wallis (Oxford, 1984. szeptember 25. –) angol színésznő.
Fontosabb televíziós szerepei voltak a Showtime Tudorok (2009–2010) és a BBC Birmingham bandája (2013–2019) című történelmi drámasorozataiban, valamint A legharsányabb hang (2019) című minisorozatban.
Filmes megjelenései közé tartozik az Annabelle (2014) című horrorfilm és A múmia (2017) című kalandfilm.

## Fiatalkora és családja
Az angliai Oxfordban született, majd a portugál Cascaisben nevelkedett, ahová családja a lány 18 hónapos korában emigrált. Itt Wallis egy nemzetközi magániskola növendéke lett. Anyai nagy-nagybátyja Richard Harris színész volt. Apai oldalról Marie Lloyd angol énekesnő leszármazottja.

## Pályafutása
Portugáliában néhány rövidfilmes és színpadi szerepet vállalt, mielőtt Londonba költözött volna, hogy elindulhasson hivatásos színészi karrierje. 2005-ben egy nem túl sikeres, Dil Jo Bhi Kahey... című bollywoodi filmben tűnt fel. 2007-ben egy Diána hercegnéről szóló tévéfilmben (Diana: A tündérmese véget ér) szerepelt. 2009-től Seymour Johanna megformálását vette át a Tudorok című drámasorozatban Anita Briem színésznőtől.
2011-ben a W.E. – Országomat egy nőért című, VIII. Eduárd brit királyról szóló életrajzi filmben játszott, illetve az X-Men: Az elsők című szuperhősfilmben is kapott egy kisebb szerepet. 2013 és 2016 között, majd 2019-ben a Cillian Murphy által alakított főszereplő szerelmének és későbbi tragikus sorsú feleségének, Grace Burgessnek a szerepét osztották rá a Birmingham bandája című BBC történelmi bűnügyi drámasorozatban. 2014-ben a Démonok között univerzumban játszódó Annabelle című horrorfilmben láthatták a nézők. 2017-ben Tom Cruise partnereként egy régésznőt alakított A múmia című kalandfilmben. A film bevételi és kritikai kudarcot vallott, összesen nyolc kategóriában jelölték Arany Málna díjra. Még ebben az évben a színésznő csatlakozott Guy Ritchie Arthur király – A kard legendájának szereplőgárdájához.
2019-ben A legharsányabb hang című minisorozat szereplője lett, kritikai elismerést szerezve. 2020–2021-ben a Star Trek: Discovery sorozat szinkronszínésznője volt. 2021-ben Frank Grillo mellett egy sci-fi akciófilm, a Boss Level – Játszd újra egy kisebb mellékszerepét vállalta el. 

## Magánélete
A Spanyolországban eltöltött iskoláséveinek köszönhetően az angol mellett folyékonyan beszél portugálul, franciául, spanyolul és örményül.
2015-től Chris Martin brit zenész párja volt. 2018-tól Chris Pine amerikai színész romantikus partnere.

## Filmográfia

### Film
| Év   | Magyar cím                       | Eredeti cím                      | Szerep                                     | Magyar hang     |
| ---- | -------------------------------- | -------------------------------- | ------------------------------------------ | --------------- |
| 2005 |                                  | Dil Jo Bhi Kahey...              | Sophie Besson / Savirti Pradhan            |                 |
| 2006 |                                  | True True Lie                    | Paige                                      |                 |
| 2007 | Gyilkos játék                    | Steel Trap                       | Melanie                                    |                 |
| 2008 | Hazugságok hálója                | Body of Lies                     | Hani barátnője a bárban                    |                 |
| 2009 | Balra tarts!                     | Right Hand Drive                 | Ruth                                       |                 |
| 2011 | W.E. – Országomat egy nőért      | W.E.                             | Arabella Green                             |                 |
| 2011 | X-Men: Az elsők                  | X-Men: First Class               | Amy                                        |                 |
| 2012 | Hófehér és a vadász              | Snow White and the Huntsman      | Sara (stáblistán nem szerepel)             |                 |
| 2013 | Hello, Carter                    | Hello Carter                     | Kelly                                      | Mezei Kitty     |
| 2014 | Annabelle                        | Annabelle                        | Mia Form                                   | Zsigmond Tamara |
| 2015 | A bosszú kardja                  | Sword of Vengeance               | Annabelle                                  | Mezei Kitty     |
| 2016 | Agyas és agyatlan                | Grimsby                          | Lina Smit                                  | Vadász Bea      |
| 2016 | Keress meg                       | Come and Find Me                 | Claire                                     | Gáspár Kata     |
| 2016 | Akna                             | Mine                             | Jenny                                      | Nem szólal meg  |
| 2017 | Arthur király – A kard legendája | King Arthur: Legend of the Sword | Maggie                                     | Zsigmond Tamara |
| 2017 | A múmia                          | The Mummy                        | Jenny Halsey                               | Zsigmond Tamara |
| 2017 | Annabelle 2. – A teremtés        | Annabelle: Creation              | Mia Form (archív felvétel)                 | Zsigmond Tamara |
| 2018 | Haverok harca                    | Tag                              | Rebecca Crosby                             | Bartsch Kata    |
| 2020 | Néma csend                       | The Silence                      | Alice Gustafson seriff                     | Zsigmond Tamara |
| 2021 | Boss Level – Játszd újra         | Boss Level                       | Alice                                      | Dobó Enikő      |
| 2021 | Eleven kór                       | Malignant                        | Emily May / Madison "Maddie" Lake-Mitchell | Zsigmond Tamara |
| 2021 | Csendes éj                       | Silent Night                     | Sandra                                     | Zsigmond Tamara |
| 2021 |                                  | Warning                          | Nina                                       |                 |
| 2024 | Az éj leple alatt                | Svaniti nella notte              | Elena                                      | Zsigmond Tamara |

### Televízió

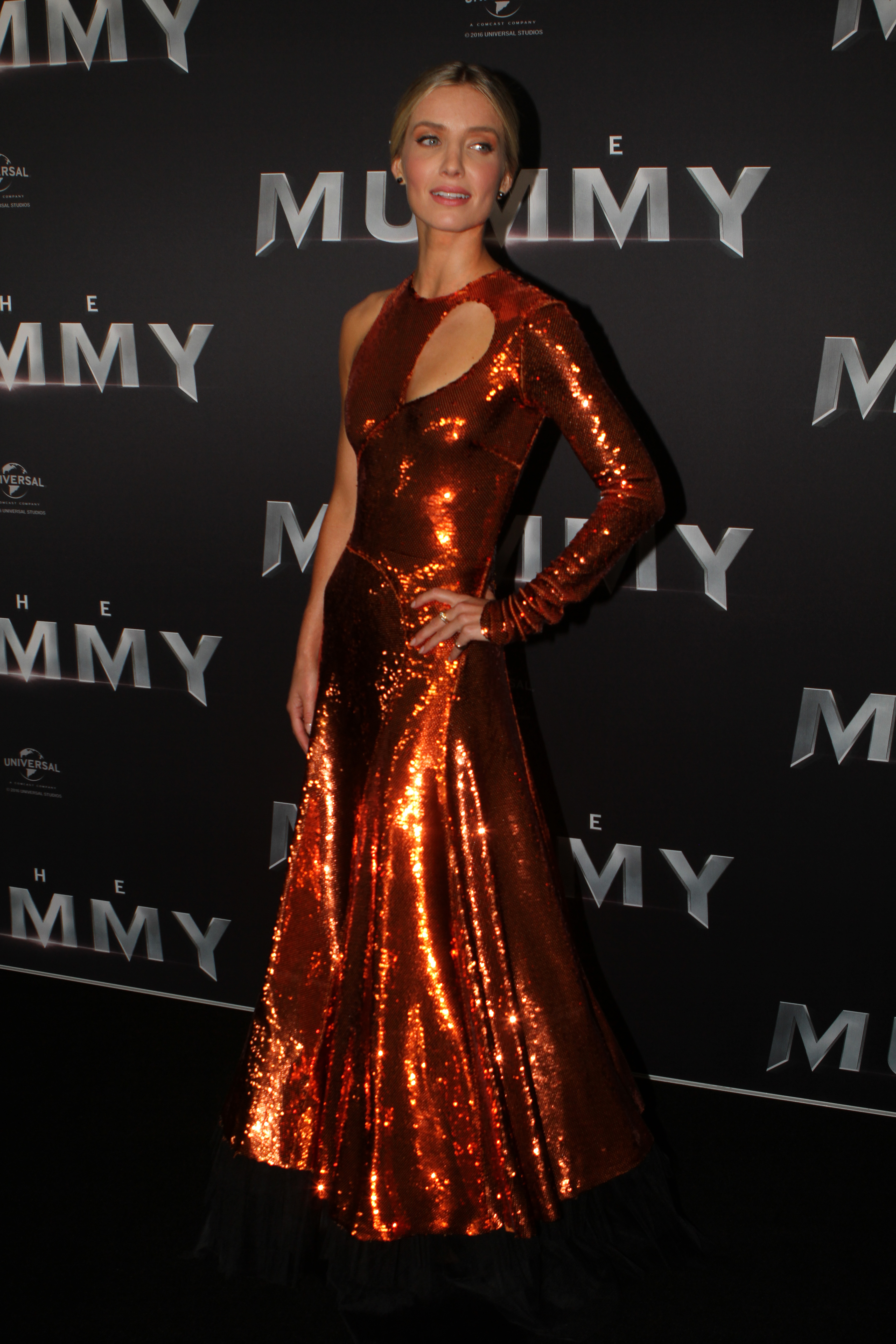
2017-ben A múmia című film sydney-i premierjén

| Év        | Magyar cím                   | Eredeti cím                        | Szerep                 | Megjegyzések                                |
| --------- | ---------------------------- | ---------------------------------- | ---------------------- | ------------------------------------------- |
| 2005      |                              | Jericho                            | Lizzie Way             | 1 epizód                                    |
| 2007      | Diana: A tündérmese véget ér | Diana: Last Days of a Princess     | Kelly Fisher           | tévéfilm                                    |
| 2009      |                              | Ghost Town                         | Serena                 | tévéfilm                                    |
| 2009–2010 | Tudorok                      | The Tudors                         | Seymour Johanna        | 5 epizód                                    |
| 2010      | Az elveszett jövő            | The Lost Future                    | Dorel                  | tévéfilm                                    |
| 2011      | Válaszcsapás                 | Strike Back: Project Dawn          | Dana Van Rijn          | 2 epizód                                    |
| 2011      |                              | Pan Am                             | Bridget Pierce         | 4 epizód                                    |
| 2013–2019 | Birmingham bandája           | Peaky Blinders                     | Grace Burgess (Shelby) | főszereplő (15 epizód)                      |
| 2014      | Fleming – Rázva, nem keverve | Fleming: The Man Who Would Be Bond | Muriel Wright          | 2 epizód                                    |
| 2014      | A muskétások                 | The Musketeers                     | Ninon de Larroque      | - 1 epizód - magyar hangja: - Ruttkay Laura |
| 2018      |                              | Star Trek: Short Treks             | Zora (hangja)          | 1 epizód                                    |
| 2019      | A legharsányabb hang         | The Loudest Voice                  | Laurie Luhn            | főszereplő (7 epizód)                       |
| 2020      |                              | Home Movie: The Princess Bride     | Buttercup hercegnő     | 1 epizód                                    |
| 2020–2024 | Star Trek: Discovery         | Star Trek: Discovery               | Zora (hangja)          | visszatérő szerep                           |

## Fordítás
- Ez a szócikk részben vagy egészben  az   Annabelle Wallis című angol Wikipédia-szócikk fordításán alapul.  Az eredeti cikk szerkesztőit annak laptörténete sorolja fel. Ez a jelzés csupán a megfogalmazás eredetét és a szerzői jogokat jelzi, nem szolgál a cikkben szereplő információk forrásmegjelöléseként.